# IC 4558
IC 4558 — галактика типу S (спіральна галактика) у сузір'ї Змія.
Цей об'єкт міститься в оригінальній редакції індексного каталогу.